# Megatokyo
Megatokyo é uma webcomic desenhada por Fred Gallagher (também conhecido como "Piro"). Fred cuida dos desenhos, do roteiro e do design do sítio. Rodney Caston (também conhecido como "Largo") ajudou no primeiro ano da história, mais ou menos, mas agora ela encontra-se inteiramente a cargo de Fred. Fred foi demitido de seu trabalho diurno em fins de 2002, e por isso agora ele produz a história em tempo integral.
Megatokyo narra as aventuras de dois americanos, Piro e Largo, fanáticos por computadores e videogames, que viajam ao Japão.
Uma boa parte do humor se baseia na cultura dos videogames e da informática. Na época em que Rodney participava, a banda tinha um caracter mais voltado para a comédia, com piadas recorrentes sobre videogames e informática. Quando Fred tomou as rédeas do trabalho, o formato mudou de bandas isoladas de quatro quadros para um mangá sequencial, onde uma página da história era publicada por vez. Além disso, o Megatokyo de Fred tem um caracter de mangá romântico, onde parte do humor deu lugar para o romance e o drama.

## Publicação
Todas as bandas estão disponíveis gratuitamente em Megatokyo.com. A I.C. Entertainment (anteriormente IronCat Studios) publicou o volume 1 de Megatokyo em formato impresso, contendo os capítulos 0 e 1 da história, os três volumes primeiro volumes foram publicados pela Dark Horse, os outros três foram publicados pela CMX (selo de mangá da DC Comics).
Em julho de 2007, a Kodansha anunciou que publicaria Megatokyo no idioma japonês em 2008. Dependendo resposta do leitor, a Kodansha espera, posteriormente, publicar mais volumes da série Megatokyo. O primeiro volume foi lançado no Japão em 7 de maio de 2009, a Kodansha adquiriu os direitos para publicar o Volume 2.[carece de fontes?]
Em Maio de 2010, o selo CMX foi cancelado, porém a DC prometeu continuar publicando Megatokyo, o título foi transferido para a Wildstorm, que também seria cancelado mesmo ano, em 2013, Dark Horse chegou a anunciar que publicaria no formato omnimbus.

## Personagens
Note que os nomes dos personagens japoneses seguem a convenção japonesa, com o nome de família antes do primeiro nome.
- Piro — Americano fanático por mangás (especialmente shoujo), que sabe falar japonês. Ele prefere jogos do tipo simuladores de romance e visual novels, mas é bastante inepto ao interagir com garotas na vida real. Ele é um excelente desenhista, mas sua baixa auto-estima o impede de acreditar nisso. Piro é a encarnação de Fred Gallagher na história.
- Largo — Americano fanático por jogos de computator e cerveja. Ele prefere jogos de tiro em primeira pessoa, e não faz boa distinção entre ficção e realidade (ou, ao contrário, ele consegue ver o que de facto é real?) Largo é a encarnação de Rodney Caston na história.
- Tsubasa — Amigo japonês de Piro. Ele abriga Piro e Largo depois que eles ficam sem dinheiro no Japão. Um dia ele parte para os Estados Unidos e deixa Ping-chan com os dois.
- Ed — Empregado da Sega, é paradoxalmente o melhor amigo e rival de Dom.
- Dom — Empregado da Sony, é paradoxalmente o melhor amigo e rival de Ed. Dom é a encarnação, na história, de Dominic Nguyen, que faz bandas tapa-buraco quando Fred não está disponível.
- Sonoda Yuki — Estudante secundarista japonesa, filha de um oficial da fictícia Divisão de Cataclismos da Polícia de Tóquio e de uma ex-garota mágica. Ela admira o talento artístico de Piro.
- Hayasaka Erika — Garota japonesa, companheira de quarto de Kimiko. Ela é bastante segura de si e reage com violência a homens atrevidos. Erika trabalha em uma loja de videogames chamada MegaGamers.
- Nanasawa Kimiko — Garota japonesa, companheira de quarto de Erika. Trabalha como garçonete em um restaurante Anna Miller's, e é uma aspirante a actora de voz. Como Piro, ela tem baixa auto-estima.

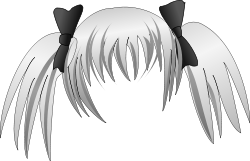
Cabelo usado pela Ping-chan

- Ping-chan — Garota-robô, um protótipo de acessório para o PS2, desenhada para ser usada com jogos do tipo simuladores de romance não-H(não pode ser usada em jogos hentai, só de amores platônicos). O sistema EDS (Emotional Doll System) da Sony permite que ela absorva traços de personalidade das personagens femininas com as quais o jogador interage nos jogos. Tsubasa recebeu um protótipo porque ele investiu no projecto. Depois de Tsubasa partir para os Estados Unidos, Ping-chan fica com Piro e Largo.
- Tohya Miho — Uma garota misteriosa e de ar gótico-noir, trabalha na discoteca "Caverna do Mal", especializada em raves. Largo crê que ela está no comando de um exército de zumbis.
- Seraphim — Uma minúscula anja no papel de consciência de Piro. Seraphim é a encarnação, na história, da esposa de Fred, Sarah.
- Boo — Um hamster com asas amarradas com uma correia, encarregado do papel de consciência de Largo, uma tarefa quase impossível na qual ele é totalmente incompetente. Uma referência ao personagem Boo do jogo Baldur's Gate, o "hamster espacial gigante em miniatura" de Minsc.
- Asmodeus — Um minúsculo diabrete designado para tentar induzir Piro a cometer erros de conduta, como envolver-se com garotas com idade de estudantes secundaristas. Seu parceiro é um gato alado chamado Belphegor.
- Junpei — Ninja que é derrotado por Largo no arcade de Mortal Kombat e posteriormente se torna seu aprendiz nos segretos do l33t.

### Grupos e personagens menores
- Divisão de Cataclismos da Polícia de Tóquio — Uma divisão da força policial de Tóquio encarregada de combater (e até organizar!) a acção de monstros e outros elementos destrutivos na cidade. O pai de Yuki, Sonoda Masamichi, é um membro frequentemente encontrado nas páginas de Megatokyo.
- Rent-a-Zilla — Uma espécie de "Godzilla de aluguel", contratado por Junpei quando necessário.
- Zumbis — Largo os vê (ou imagina) por toda parte.
- John Romero — Um outrora grande projetista de jogos, tais como Doom e Quake. Ele fundou a casa de desenvolvimento de jogos Ion Storm, famosa por fazer Daikatana (um jogo que foi um fiasco notável depois de grande promessas publicitárias), após o que ele foi prontamente demitido. Agora ele está falido e sem emprego.
- o tipo l33t — Um fanático por computadores e videogames que fala exclusivamente em leetspeak. Ele sofre uma dor no peito no mesmo avião em que Piro e Largo viagiam para o Japão, e Largo serve de intérprete entre ele e a comissária de bordo. Embora ele use uma linguagem cheia de gíria, suas falas são traduzidas em linguagem culta em legendas.
- Asako e Mami — Estudantes secundaristas japonesas e amigas de Yuki. Elas suspeitam que ela tem uma queda por Piro, e podem ter razão.

## A origem do nome
Na animação japonesa, a Tóquio do futuro frequentemente se denomina "Megatóquio" ou "Neotóquio". Em muitas dessas histórias, a cidade foi destruída por um desastre natural ou nuclear, mas foi reconstruída maior e melhor do que nunca. Veja por exemplo filmes como Bubblegum Crisis, AD Police, Evangelion e Akira. O nome foi atribuído à banda desenhada simplesmente porque era um nome de domínio que Largo tinha disponível. Largo originalmente estabeleceu o sítio como un sítio de notícias sobre animês, mas ele não obteve sucesso e afinal foi substituído pela banda desenhada.

## A trama básica inicial
Piro e Largo começam a história tentando entrar na Electronic Entertainment Expo (E3). Sua entrada não é permitida porque a E3 é aberta somente aos medios de comunicação. Largo se aborrece, se embriaga e provoca um escândalo. Piro decide sair do país por uns tempos e leva Largo (inconsciente) consigo. No Japão eles compram toda sorte de jogos e aparelhos eletrônicos. No aeroporto, descobrem que o limite de seus cartões de crédito foi excedido. Agora eles estão presos no Japão.
Ao redor de Piro a história se desenrola em um tom mais romântico, com mais de uma protagonista feminina se interessando por ele, enquanto que ao redor de Largo ganha ares de humor desvairado, com ninjas, ataques de zumbis, monstros destruindo a cidade e coisas do gênero, que acontecem(?) sem que Piro venha a tomar conhecimento delas.